# Bystra (Bielsko-Biała)
Pour les articles homonymes, voir Bystra.

Blason de Bystra.

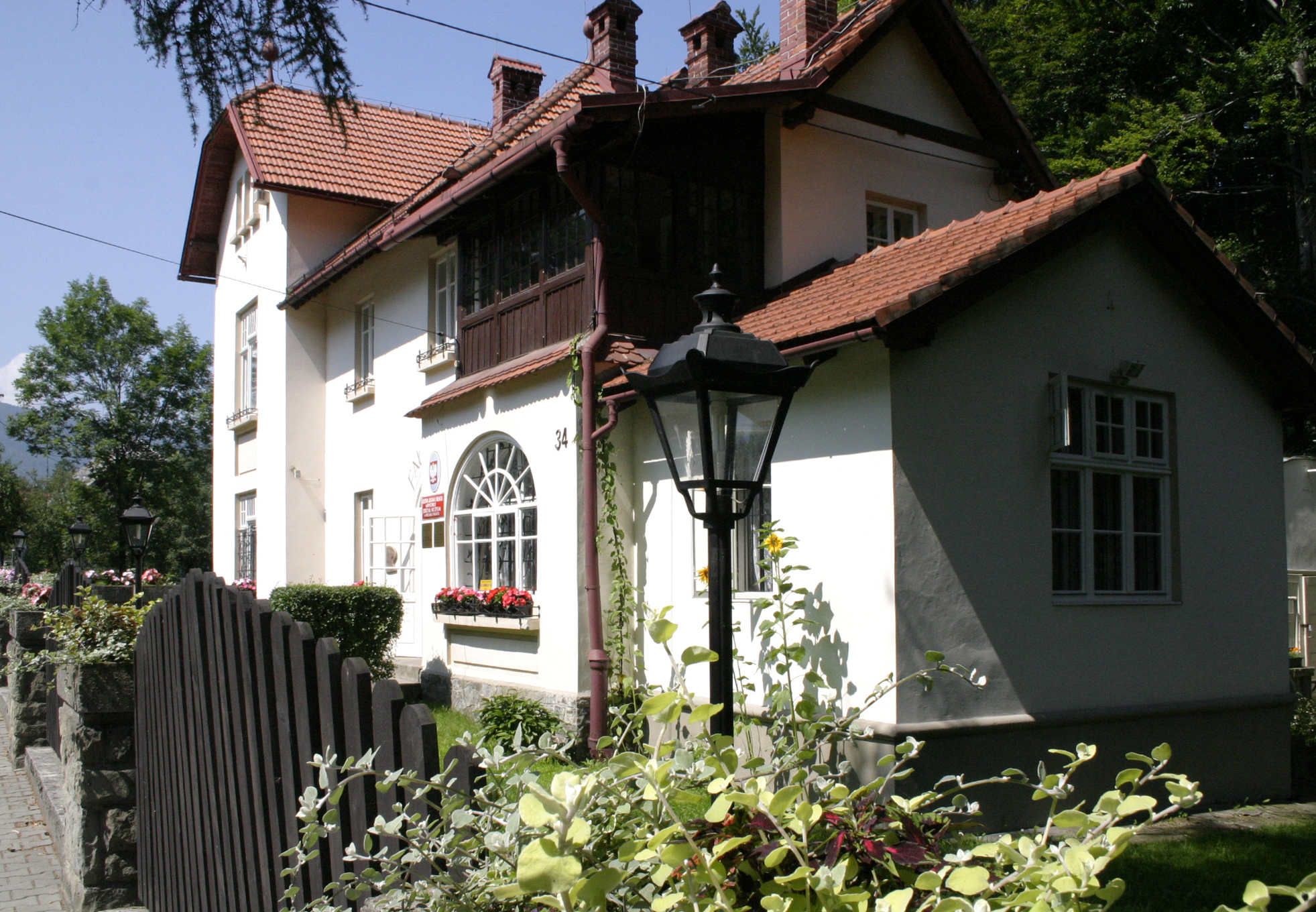
Musée Julian Falat à Bystra.

Bystra (prononciation : [ˈbɨstra]) est un village faisant partie de la communauté villageoise de la gmina Wilkowice, située dans le Powiat de Bielsko-Biała et la région de la voïvodie de Silésie dans le sud de la Pologne.
Le village de Bystra comptait 3.887 habitants lors du recensement de la population de 2006. Il est situé à 3 kilomètres au nord-ouest du chef-lieu de Wilkowice, à 8 kilomètres au sud de Bielsko-Biała et à 55 kilomètres de la principale ville de Katowice.
L'artiste impressionniste Julian Fałat, mort le 19 juillet 1929 à Bystra en Silésie, était un peintre et aquarelliste portraitiste et paysagiste polonais. Un musée lui est entièrement consacré à Bystra.

## Personnalités liées à la commune
- Ignacy Daszyński (1866-1936) : homme politique mort à Bystra.

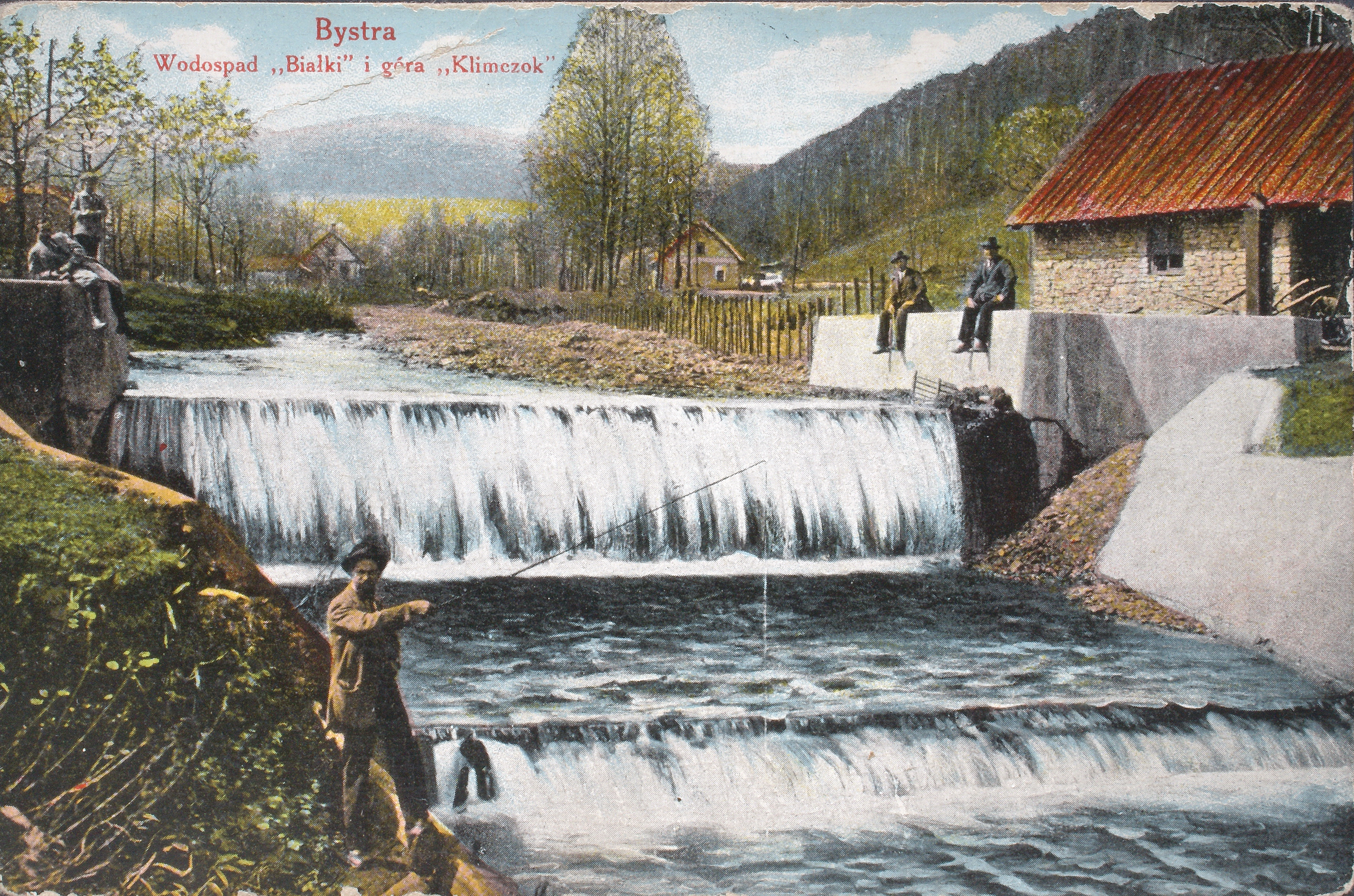
Carte postale ancienne de Bystra.